# Frankenstein spotyka Człowieka Wilka
Frankenstein spotyka Człowieka Wilka (ang. Frankenstein Meets the Wolf Man) – amerykański horror z 1943. Film jest crossoverem, łączącym wątki filmów Frankenstein (1931) i Wilkołak (1941).

## Fabuła
Rabusie grobów włamują się do grobowca Lawrence’a Talbota. Nie wiedzą, że ciąży na nim klątwa i że w każdą pełnię księżyca zmienia się on w wilkołaka. Talbot nie jest zadowolony z tego, że został zbudzony i że może zagrażać ludziom. Udaje się po pomoc do doktora Manneringa – człowieka, który – jak wierzy – będzie w stanie wyleczyć go z wilkołactwa.

## Obsada
- Ilona Massey – baronówna Elsa Frankenstein
- Harry Stubbs – Guno
- Patric Knowles – dr Frank Mannering
- Lionel Atwill – burmistrz
- Béla Lugosi – potwór Frankensteina
- Maria Ouspenskaya – Maleva
- Dennis Hoey – inspektor Owen
- Lon Chaney Jr. – wilkołak / Lawrence Stewart 'Larry' Talbot TOP
- Don Barclay – Franzec
- Rex Evans – Vazec
- Dwight Frye – Rudi